# Pignatelli (zona di Roma)
Pignatelli è la zona urbanistica 10D del Municipio Roma VII di Roma Capitale. Si estende sul quartiere Q. XXVI Appio-Pignatelli.
Prende il nome dalla famiglia nobiliare Pignatelli.

## Geografia fisica
È situata a sud-est della capitale.

### Territorio
La zona urbanistica confina:
- a nord, sud ed est con la zona urbanistica 11X Appia Antica Nord
- a ovest con la zona urbanistica 10C Quarto Miglio